# Ивежице (гмина)
Ивежице (пол. Iwierzyce) — сельская гмина (волость) в Польше, входит как административная единица в Ропчицко-Сендзишувский повет, Подкарпатское воеводство. Население — 7 331 человек (на 2004 год).

## Демография
| Перепись                       | Всего   | Всего | Женщины | Женщины | Мужчины | Мужчины |
| ------------------------------ | ------- | ----- | ------- | ------- | ------- | ------- |
| Единицы                        | человек | %     | человек | %       | человек | %       |
| Население                      | 7331    | 100   | 3696    | 50,4    | 3 635   | 49,6    |
| Плотность населения (чел./км²) | 111,8   | 111,8 | 56,4    | 56,4    | 55,4    | 55,4    |

## Сельские округа
1. Бендзеница
2. Быстшица
3. Ивежице
4. Ноцкова
5. Ольхова
6. Олимпув
7. Селец
8. Верцаны
9. Виснёва

## Соседние гмины
1. Гмина Богухвала
2. Гмина Чудец
3. Гмина Сендзишув-Малопольски
4. Гмина Свильча
5. Гмина Велёполе-Скшиньске